# Reális mese
A reális vagy realisztikus mese olyan meseműfaj, mely formáját tekintve mese, de a csodás elem hiányzik belőle. A magyar elnevezés a jellegre utal, míg a német és angol terminus (Schwank, joke) konkrét műfajt jelöl. Ennek alapján ide sorolható az állatmese, a legendamese, novellamese, rátótiáda, hazugságmese, formulamesék nagy része; kirekesztődik azonban AaTh 1350–1874 csoportba tartozó típusok egy része, mivel nem tréfásak. Az Aarne-Thompson katalógus ide sorolta az anekdotákat is. (Mások az anekdotákat és vicceket külön kategorizálták.)
Egy újabb, ma elfogadott felosztás szerint ide kerülnek a házaspárokról (AaTh 1350–1379), a bolond asszonyról és férjéről (AaTh 1380–1404), a bolond házaspárról (AaTh 1430–1439), a bolond emberről és feleségéről (AaTh 1405–1429) szóló reális mesék, lányokról (asszonyokról) (AaTh 1440–1449), háztűznézőről (AaTh 1450–1474), az öreg lányokról (AaTh 1475–1499) és egyéb asszonyokról szóló mesék (AaTh 1500–1524); férfiakról szóló tréfás reális mesék: az ügyes fickóról (AaTh 1525–1639), szerencsés véletlenekről (AaTh 1640–1674), az ostoba emberről (AaTh 1675–1724), a papokról és egyéb egyházi személyekről (AaTh 1725–1874).
A legnépszerűbb magyar reálismese-típusok: a  Csalóka Péter, a  mestertolvaj, Prücsök;  az asszonyokon és papokon gúnyolódó mesék: a lusta, szószátyár, ivásban és szerelemben mértéket nem ismerő nőkről és egyházi személyekről (kántor stb.) Ezekben a tréfás elem dominál, végső mondanivalójuk azonban gyakran keserű (pl.: az efezusi özvegy, Kelemenke ködmönkéje, Lúdas Matyi). Különösen igaz ez a későbbi szerkesztésektől, beavatkozásoktól mentes változatokra, melyeket parasztoktól gyűjtöttek. Nyomdafestéket gyakran nem tűrnek, hangvételük következtében közlésre nem alkalmasak.